# Trigonostemon rufescens
Trigonostemon rufescens är en törelväxtart som beskrevs av Eugene Jablonszky. Trigonostemon rufescens ingår i släktet Trigonostemon och familjen törelväxter. Inga underarter finns listade i Catalogue of Life.